# 北京公交103路
北京公交103路，是北京市的一条公交线路，由北京公交集团电车客运分公司运营。
103路的前身为1958年开通的3路无轨电车:50，1976年5月1日改为现名:50。
103路经过王府井步行街、故宫、北海公园等多处景点，以及三里河住宅区和金融街商务区，并对接北京火车站，是一条兼顾旅游观光和工作通勤的联络线路，也是全国“工人先锋号”线路之一。

## 历史

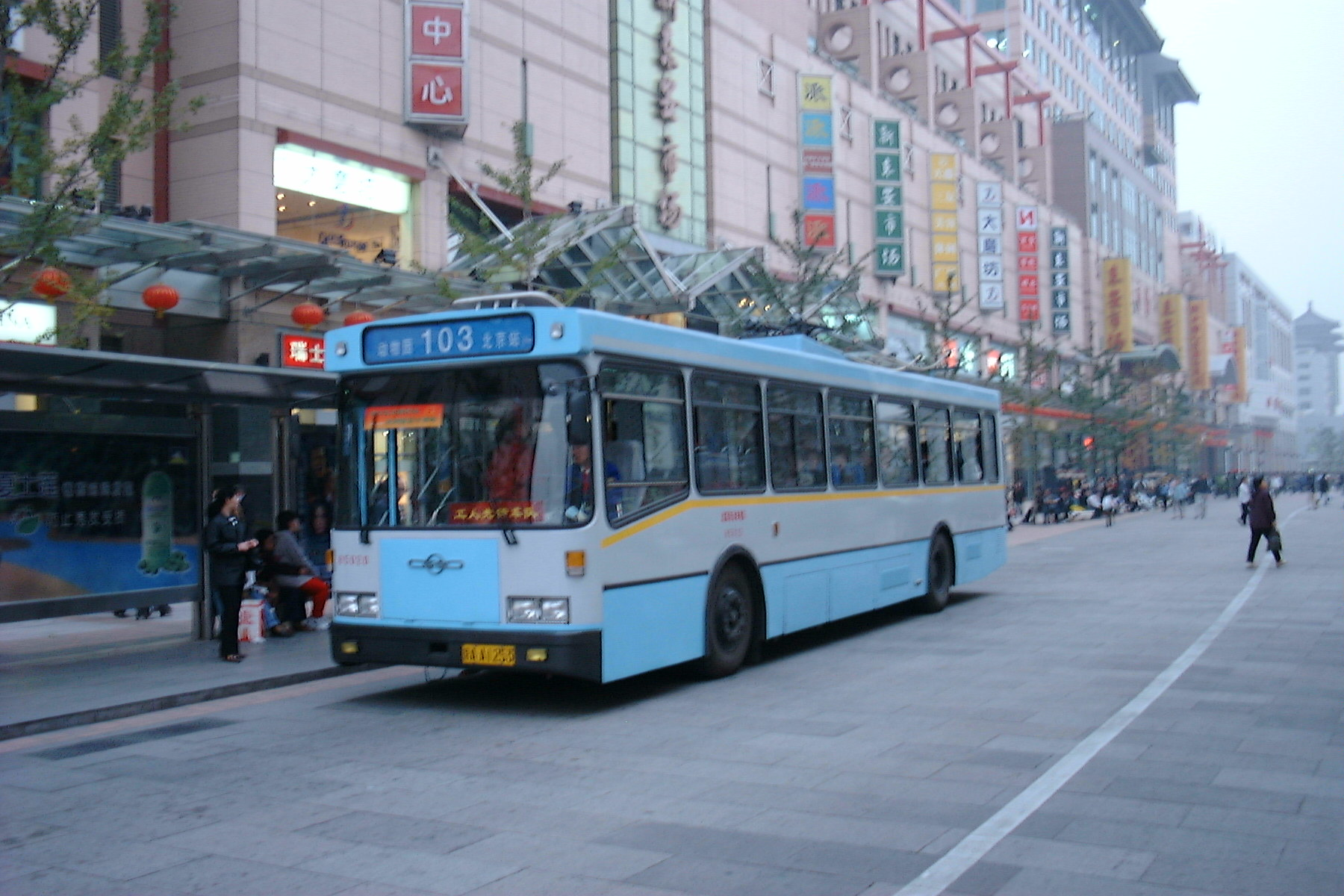
1999年刚更换第一批BJD-WG120A型双源无轨电车的103路在王府井大街

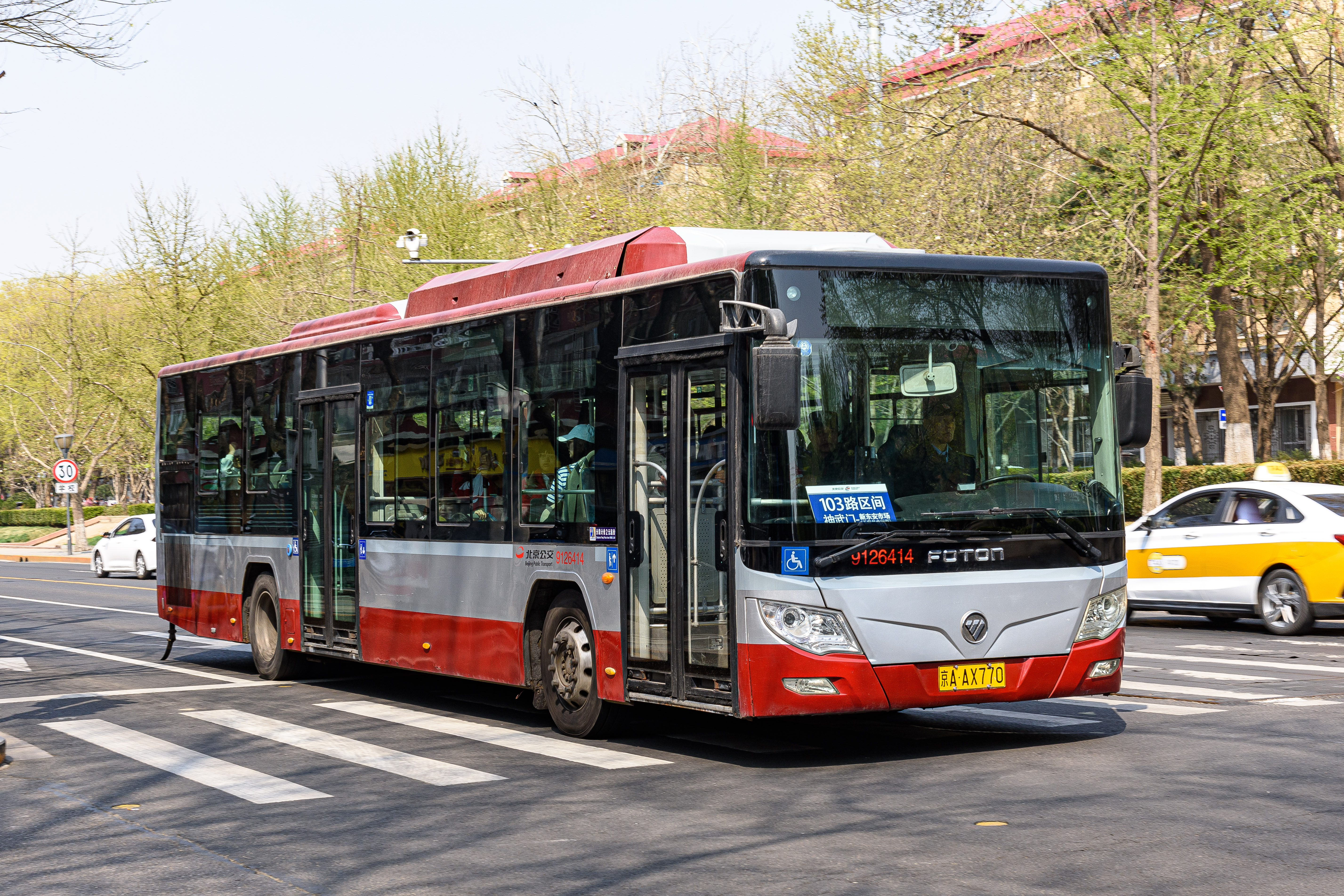
103路在节假日期间利用16路BJ6123C7BTD-1型加开神武门至新东安市场的短驳车，以疏导故宫至王府井、地铁8号线的客流

- 1958年4月28日：3路无轨电车开通，从动物园到崇文门，单程11.93公里[1]:50[3]:258。该线于1959年被评为北京市安全服务红旗线路，直至1966年仍保持这一称号[1]:74。
- 1969年：南端延长一站至北京站。
- 1982年3月15日：电车公司使用汽油车开通由动物园至崇文门的103快车，1984年7月11日延长至北京站东街[1]:209-210。
- 1994年8月30日：北京市总工会授予电车公司一场103路车队“工人先锋车队”称号[4]。
- 1999年：由于王府井大街中段改造成步行街后将无轨电车架空线网拆除，103路由BD562型铰接电车陆续更换为BJD-WG120A型单机双源电车[5]，同时仍有一部分1997年制造的BJD562D型双源铰接电车[3]:260。
- 2000年10月1日：王府井步行街南段建成，灯市西口以南改经金鱼胡同、校尉胡同、东单三条至王府井路口北[6]。
- 2001年：由第一批圆角门BJD-WG120A更换为第三批直角门BJD-WG120A，更换下的第一批车辆该年8月1日被用于开行大屯往返西四的124路[3]:260。
- 2001年2月12日，为配合西直门外大街与动物园地区道路改造工程，由第七客运分公司（原电车公司二场）运营的103快车（汽车）撤销，103路电车增加车次[7]。
- 2007年初：由BJD-WG120A型单机双源电车陆续更换为由青年汽车、株洲电力机车研究所及北京电车制配厂共同开发的BJD-WG120N型单机双源电车[3]:260[8][9][10][11]。
- 2008年4月29日：北京公交集团电车客运分公司103路车队被中华全国总工会授予全国“工人先锋号”称号[2]。
- 2012年8月23日：由BJD-WG120N型单机双源电车陆续更换为BJD-WG120N2型单机双源电车[12]。
- 2017年：由BJD-WG120N2型单机双源电车陆续更换为BJD-WG120FL/FM型单机双源电车。
- 2019年10月15日：配合王府井步行街北段建设，沙滩路口西以南改经北河沿大街、东安门大街至新东安市场[13]。

## 使用车辆
103路曾长期使用BK560型（至20世纪80年代末）和BD562型（至1999年）铰接无轨电车。自1999年以来，因长安街路口不再设置无轨电车接触网，103路常规配车均为双源无轨电车，曾使用的量产双源电车型号涵盖BJD562D型、BJD-WG120A型、BJD-WG120N型、BJD-WG120N2型。
截至2024年10月，103路主要车型为北汽福田BJD-WG120FL型，但在公众假期亦有其他汽车线路支援的车辆运营神武门至新东安市场的区间车。

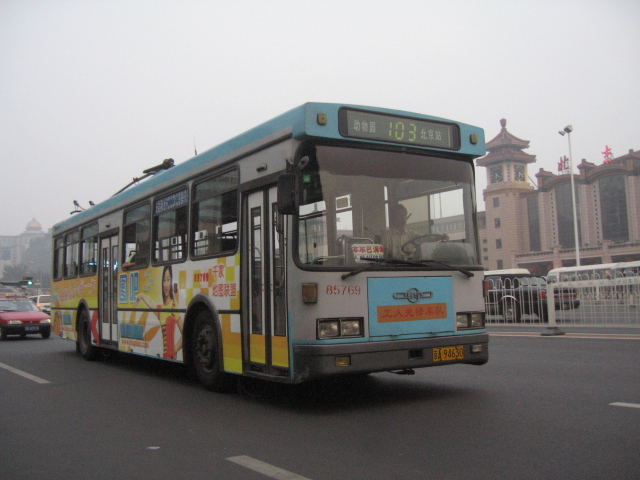
103路曾经使用的BJD-WG120A型（第三代）
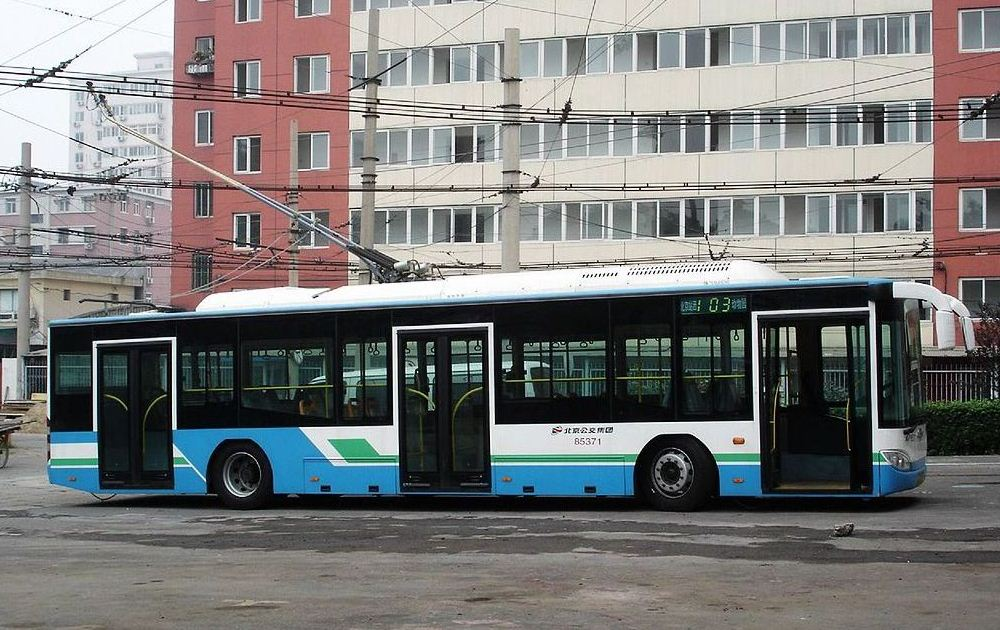
2006年曾短暂用于103路的BJD-WG120KS型三门电车
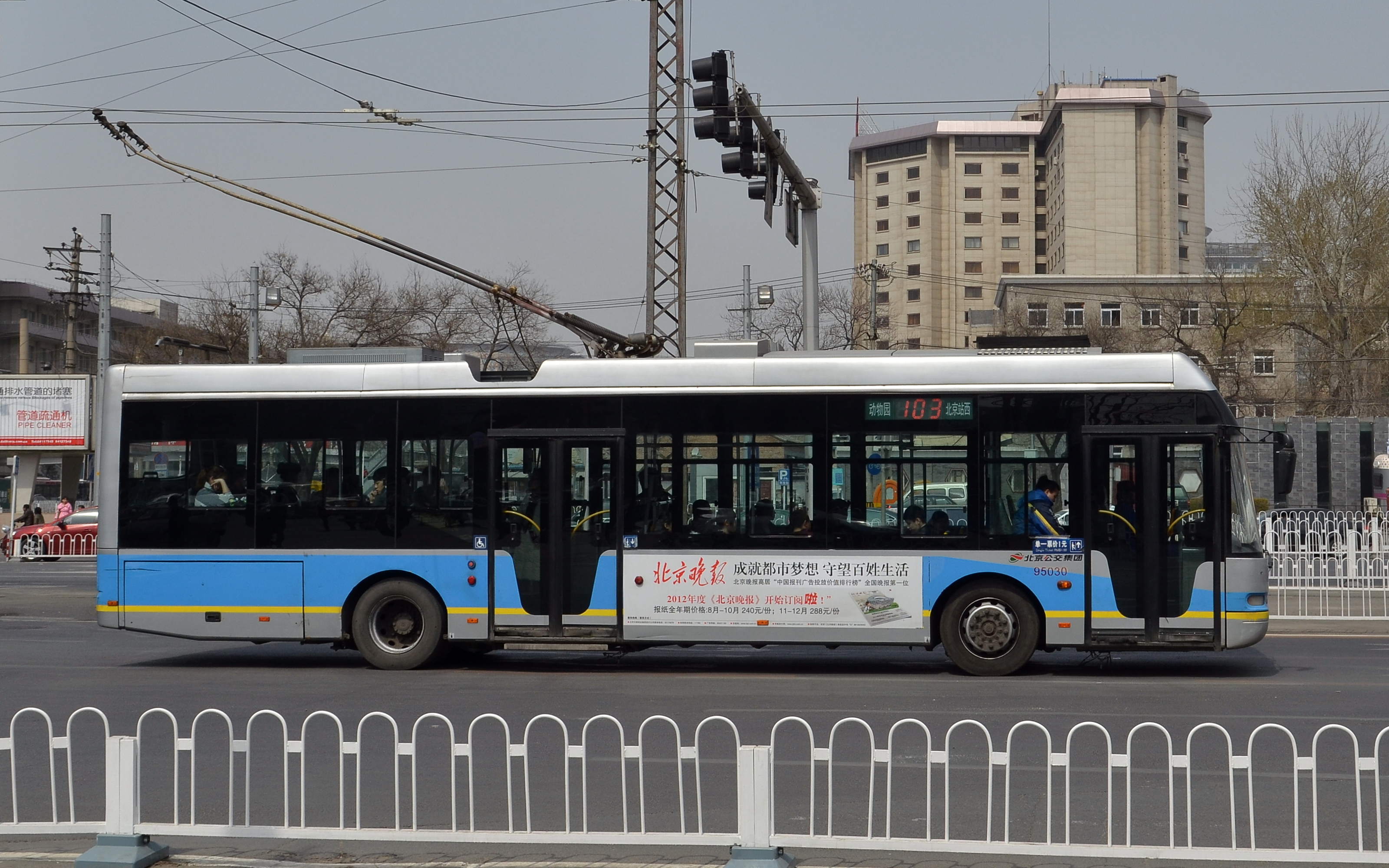
2012年仍在使用BJD-WG120N的103路
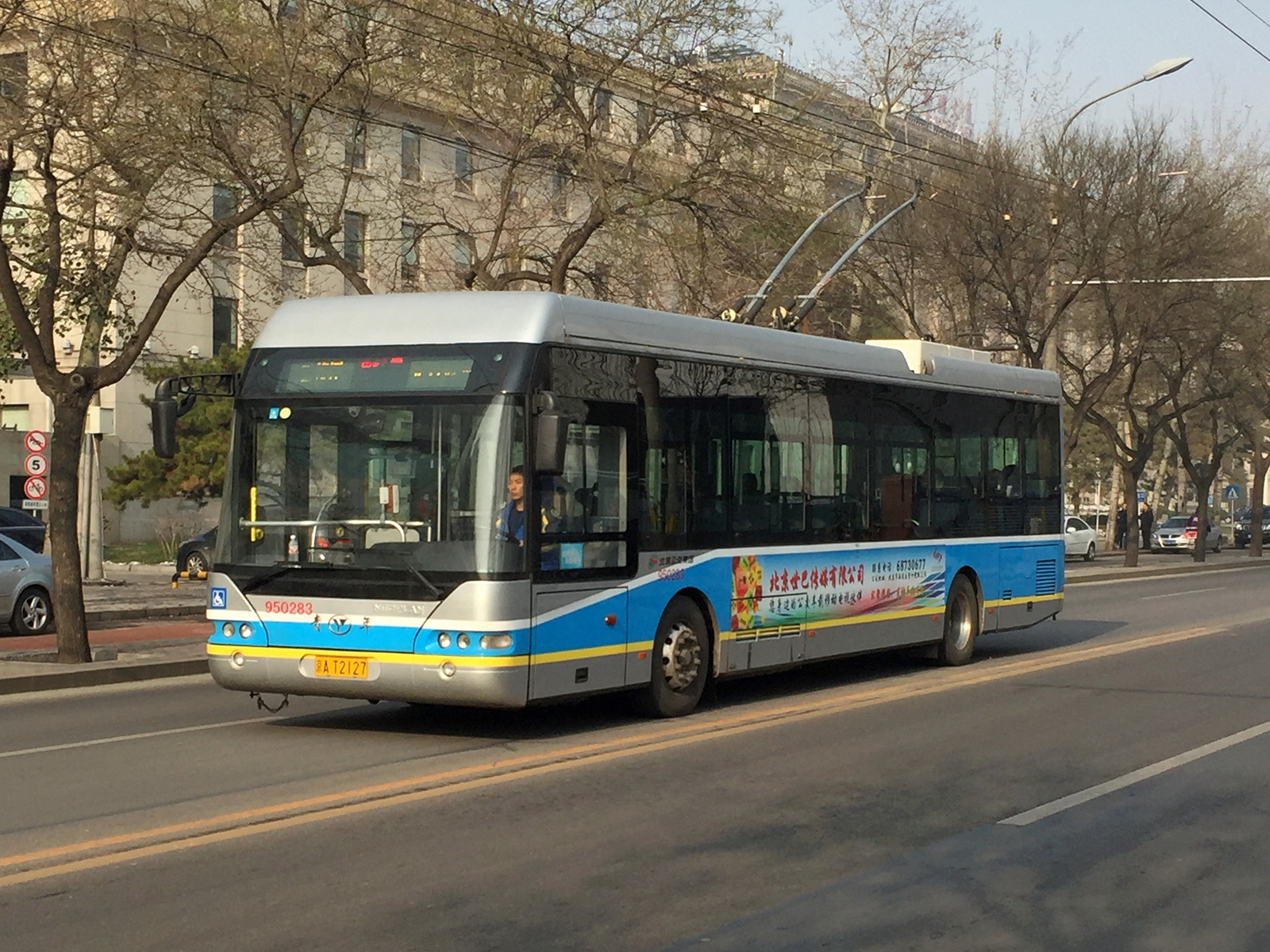
103路曾经使用的BJD-WG120N2型
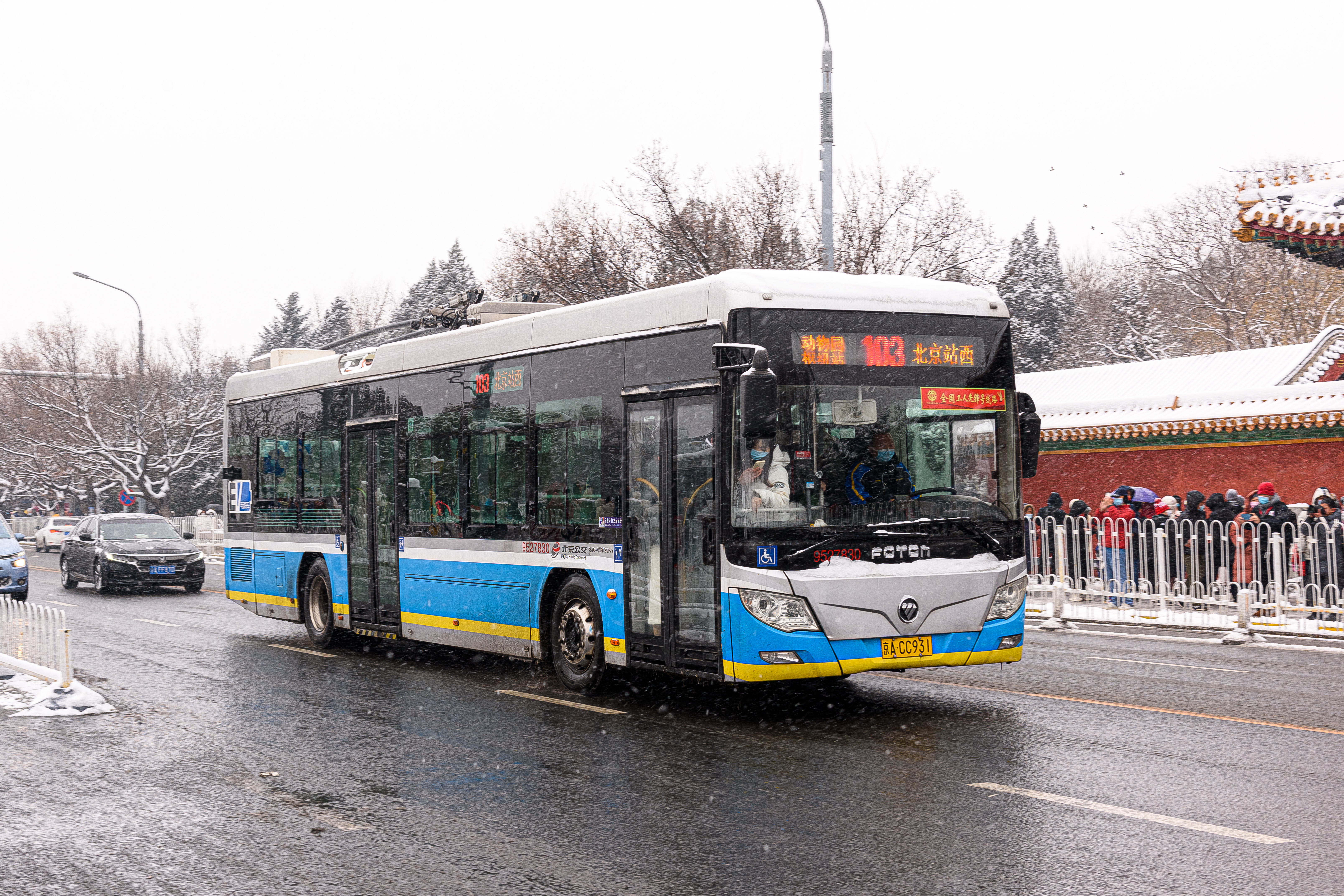
103路曾使用配有进口集电杆的BJD-WG120FM型（仅一辆）
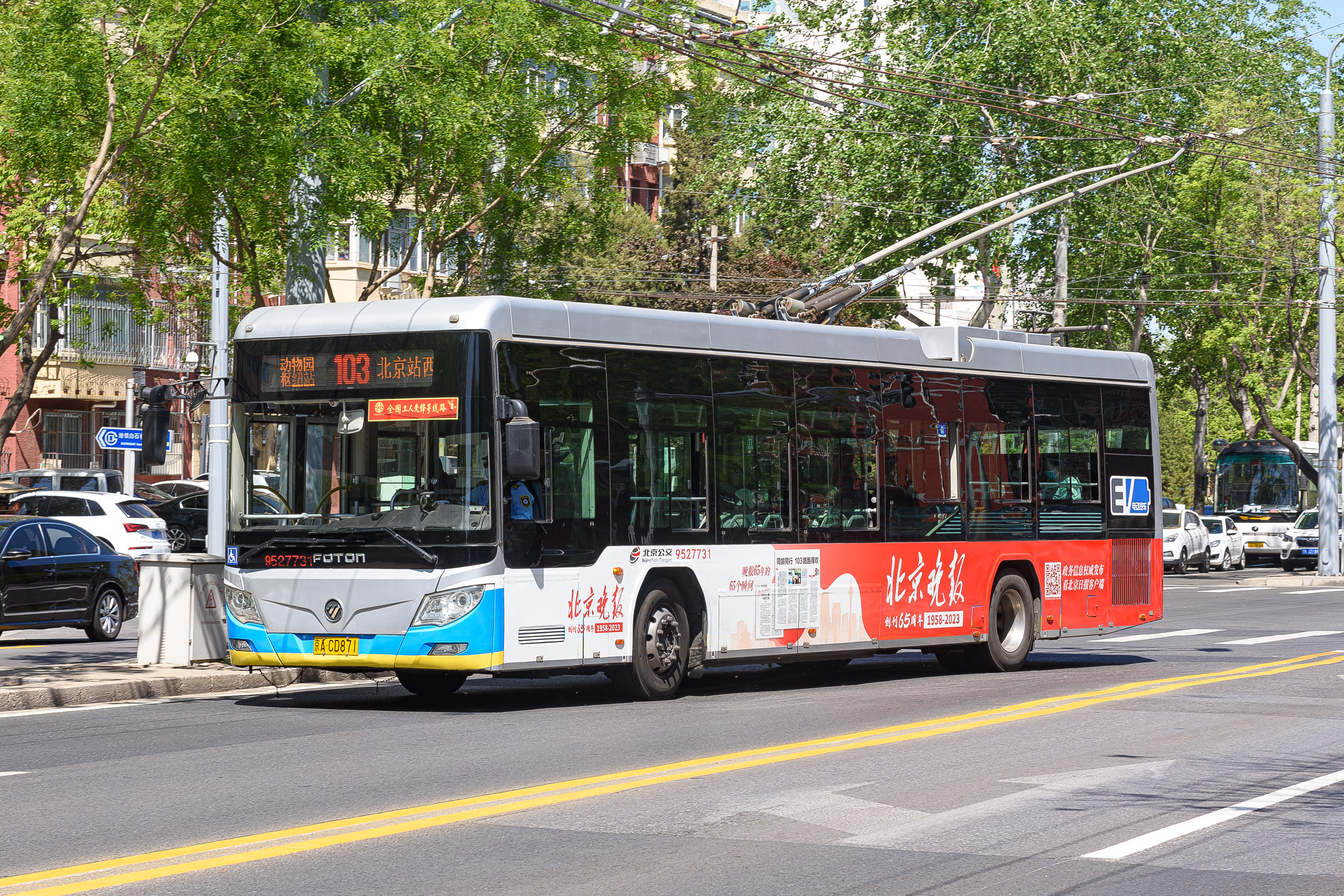
103路曾于2023年推出《北京晚报》创刊65周年广告车

## 沿线站位及周边重要设施
| 车站名称          | 车站名称     | 行政 区划 | 地铁换乘        | 地铁换乘 | 重要设施                                       |
| 动物园枢纽站 方向 | 北京站西方向 | 行政 区划 | 地铁换乘        | 地铁换乘 | 重要设施                                       |
| ----------------- | ------------ | --------- | --------------- | -------- | ---------------------------------------------- |
| 动物园枢纽站      | 动物园枢纽站 | 西城区    | █ 4号线         | 动物园   | 北京动物园 换乘无轨电车102路、105路等          |
| 二里沟            | 二里沟       | 西城区    |                 |          | 新疆大厦 五矿发展大厦                          |
| 百万庄            | 百万庄       | 西城区    |                 |          | 建设部大院                                     |
| 甘家口大厦        | 甘家口大厦   | 西城区    |                 |          | 甘家口百货                                     |
| 甘家口北          | 甘家口东     | 西城区    | █ 16号线        | 甘家口   | 钓鱼台国宾馆                                   |
| 阜外西口          | 阜外西口     | 西城区    |                 |          | 国家开发银行 电车客运分公司保修厂              |
| 展览路            | 展览路       | 西城区    |                 |          | 月坛宾馆                                       |
| 阜成门外          | 阜成门外     | 西城区    |                 |          | 阜外医院                                       |
| 阜成门            | 阜成门       | 西城区    | █ 2号线         | 阜成门   | 阜成门华联商厦                                 |
| 阜成门内          | 阜成门内     | 西城区    |                 |          | 北京金融街                                     |
| 白塔寺东          | 白塔寺东     | 西城区    |                 |          | 北京大学人民医院 白塔寺 历代帝王庙             |
| 西四路口东        | 西四路口东   | 西城区    | █ 4号线         | 西四     | 西四胡同群                                     |
| 西安门            | 西安门       | 西城区    |                 |          | 西什库教堂                                     |
| 北海              | 北海         | 西城区    |                 |          | 北海公园南门                                   |
| 神武门            | 神武门       | 东城区    |                 |          | 故宫博物院神武门 景山公园                      |
| 沙滩路口西        | 沙滩路口西   | 东城区    |                 |          | 北大红楼                                       |
| 骑河楼            | 骑河楼       | 东城区    |                 |          | 北京妇产医院 北京市第六十五中学 皇城根遗址公园 |
| 东安门大街        | 东安门大街   | 东城区    | █ 8号线         | 金鱼胡同 | 北京穆斯林大厦                                 |
| 新东安市场        | 新东安市场   | 东城区    |                 |          | 北京apm                                        |
| 校尉胡同          | 校尉胡同     | 东城区    |                 |          | 校尉小学 北京协和医学院                        |
| 王府井路口北      | 王府井路口北 | 东城区    | █ 1号线 █ 8号线 | 王府井   | 东方新天地 王府井百货大楼                      |
| 台基厂            | 台基厂       | 东城区    |                 |          | 东交民巷                                       |
| 台基厂路口东      |              | 东城区    |                 |          | 东交民巷                                       |
| 崇文门西          | 崇文门西     | 东城区    | █ 2号线 █ 5号线 | 崇文门   | 崇文门饭店 北京市第九十六中学                  |
| 北京站西街        | 北京站西街   | 东城区    | █ 2号线 █ 5号线 | 崇文门   | 北京站 换乘无轨电车104路                       |
| 北京站西          | 北京站西     | 东城区    | █ 2号线         | 北京站   | 北京站 换乘无轨电车104路                       |